# John Martin (militaire)
Pour les articles homonymes, voir John Martin (homonymie) et Martin.
John Martin, né le 8 décembre 1921 à Papeete et décédé dans la même ville le 31 décembre 2012, est un militaire et linguiste tahitien.

## Biographie
John Martin naît et grandit à Tahiti, où il étudie à l'école Vienot et obtient son brevet élémentaire. En septembre 1940, âgé de 18 ans, il s'engage dans le corps expéditionnaire fondé par le capitaine Félix Broche, qui deviendra le Bataillon du Pacifique. Dans ses rangs, il gravit les échelons jusqu'au grade de sergent-chef. Il combat ainsi à Bir Hakeim, en Tunisie, en Italie, puis, à partir de l'été 1944 et du débarquement en Provence, il suit la remontée de la 1ère DFL jusque dans les Vosges.
Il se marie à Paris en 1945 avant de regagner Tahiti avec les autres volontaires survivants du Bataillon du Pacifique, parmi lesquels un de ses cousins, Walter Grand, président de l'Assemblée Territoriale de Polynésie Française de 1953 à 1957.
Après la guerre, John Martin sert de 1946 à 1950 aux Affaires Économiques du territoire, avant d'entrer à Radio Tahiti dont il devient directeur des émissions tahitiennes. Après trois ans passés à Paris comme adjoint au chef de la délégation de Polynésie Française, de 1962 à 1965, il entre au gouvernement du territoire comme chef de cabinet.
Fervent défenseur de la langue et de la culture tahitiennes, il est un des membres fondateurs, en 1972, de l'Académie tahitienne.

## Évolution en grade
- 2e classe : 9 septembre 1940
- Caporal : 21 janvier 1941
- Caporal-chef : 14 juillet 1941
- Sergent : 25 octobre 1941
- Sergent-chef : 18 octobre 1944

## Distinctions
- Chevalier de la Légion d'honneur (1972)
- Médaille militaire
- Croix de guerre 1939–1945
- Médaille de la Résistance française
- Commandeur de l'ordre de Tahiti Nui (1997)
- Médaille coloniale
- Croix de guerre des Théâtres d'opérations extérieurs
- Médaille commémorative des services volontaires dans la France libre